# Polkajny
Polkajny (niem. Polkehnen) – wieś w Polsce położona w województwie warmińsko-mazurskim, w powiecie ostródzkim, w gminie Miłakowo.
W latach 1975–1998 miejscowość administracyjnie należała do województwa olsztyńskiego. Miejscowość leży w historycznym regionie Prus Górnych.
W latach 1945-46 miejscowość nosiła nazwę Polkiny
Wieś wzmiankowana w dokumentach z roku 1411 i 1419 (jako Polkayn), jako wieś pruska na 20 włókach. W roku 1782 we wsi odnotowano 11 domów (dymów), natomiast w 1858 w 25 gospodarstwach domowych było 149 mieszkańców. W latach 1937–39 było 111 mieszkańców. W roku 1973 wieś należała do powiatu morąskiego, gmina i poczta Miłakowo.